# Salvador das Missões
Salvador das Missões este un oraș în Rio Grande do Sul (RS), Brazilia.